# Albert Demuyter
 (avril 2020).
Si vous disposez d'ouvrages ou d'articles de référence ou si vous connaissez des sites web de qualité traitant du thème abordé ici, merci de compléter l'article en donnant les références utiles à sa vérifiabilité et en les liant à la section « Notes et références ».
Albert Demuyter (né à Ixelles le 31 mars 1925 et décédé le 7 septembre 2011) était un homme politique belge. Membre du PRL, il fut bourgmestre et ministre.
Albert Demuyter était un chef d'entreprise. Il a commencé comme conseiller communal en 1952 pour être nommé échevin en 1964. Il devient alors député national de Bruxelles de 1965 à 1968 et bourgmestre d'Ixelles (1973-1993). Il a été Sénateur de 1968 à 1987, Secrétaire d'État à la Communauté française (1980) et Ministre-Président de la Région bruxelloise et Ministre national des Classes moyennes (1981-1986).